# Наливайківська сільська рада (Голованівський район)
| Наливайківська сільська рада — колишній орган місцевого самоврядування у Голованівському районі Кіровоградської області з адміністративним центром у с. Наливайка. Історична дата утворення: 13 травня 1986 року . Сільській раді підпорядковані населені пункти: - с. Наливайка |

## Склад ради
Рада складається з 14 депутатів та голови.

### Керівний склад ради
| ПІБ                       | Основні відомості                                                         | Дата обрання | Дата звільнення |
| ------------------------- | ------------------------------------------------------------------------- | ------------ | --------------- |
| П'яничук Надія Вікторівна | Сільський голова, 1972 року народження, освіта, член народної партії      | 26.03.2006   | 31.10.2010      |
| П'яничук Надія Вікторівна | Сільський голова, 1972 року народження, освіта вища, член Партії регіонів | 31.10.2010   |                 |

Примітка: таблиця складена за даними джерела

## Населення
Згідно з переписом УРСР 1989 року чисельність наявного населення сільської ради становила 783 особи, з яких 328 чоловіків та 455 жінок.
За переписом населення України 2001 року в сільській раді мешкало 700 осіб.

### Мова
Розподіл населення за рідною мовою за даними перепису 2001 року:
| Мова       | Відсоток |
| ---------- | -------- |
| українська | 96,47 %  |
| російська  | 2,40 %   |
| молдовська | 1,13 %   |